# پیپر-هایدسیک

یک بطری شامپاین پیپر-هایدسیک

پیپر-هایدسیک (به فرانسوی: Piper-Heidsieck) یک تولیدکننده فرانسوی شامپاین است.

## تاریخچه
بعد از اینکه مؤسس این شرکت فلورنس-لوییس هایدسیک در سال ۱۸۲۸ مرد، شرکت توسط پسر برادرش کریستیان هایدسیک و پسر خاله‌اش هنری گیلامه پیپر اداره شد. این دو شرکت پیپر-هایدسیک را تشکیل دادند بعد از اینکه هنری پیپر با بیوه کریستیان هایدسیک در سال ۱۸۳۸ ازدواج کرد.